# Maison d'Ičko
La maison d'Ičko (en serbe cyrillique : Ичкова кућа ; en serbe latin : Ičkova kuća) est située à Belgrade, la capitale de la Serbie, dans la municipalité urbaine de Zemun. En raison de sa valeur architecturale, cette maison, construite en 1793, figure sur la liste des monuments culturels de grande importance de la république de Serbie et sur la liste des biens culturels de la ville de Belgrade.

## Présentation
La maison d'Ičko, située à l'angle des rues Bežanijska (n° 18) et Svetosavska, a été construite en 1793. Elle est constituée de deux ailes, avec une cave, un rez-de-chaussée et un premier étage recouvert par un toit mansardé. Elle est caractéristique du style classique et représentative des résidences urbaines de la fin du XVIIIe siècle. À l'origine, elle possédait une double fonction : le rez-de-chaussée était occupé par le taverne Kraljević Marko, tandis que le premier étage était résidentiel. La maison a été restaurée et restructurée dans les années 1880.
Le bâtiment doit son surnom au marchand Petar Ičko, qui joua un rôle dans les préparatifs du Premier soulèvement serbe contre les Ottomans et qui vécut à Zemun en 1802-1803.